# صفية عبدي هاس
صفية عبدي هاس (بالنرويجية: Safia Abdi Haase)‏ (و. 1959  م) هي سياسية، وممرضة نرويجية، ولدت في مقديشو.

## التعليم
تعلمت في Harstad University College ‏.